# Solomys ponceleti
Solomys ponceleti é uma espécie de roedor da família Muridae.
Pode ser encontrada nos seguintes países: Papua-Nova Guiné e Ilhas Salomão.